# Moulay Yacoub (provins)
Moulay Yacoub (arabiska: إقليم مولاي يعقوب, franska: Province de Moulay Yacoub) är en provins i Marocko.   Den ligger i regionen Fès-Meknès, i den nordöstra delen av landet, 160 km öster om huvudstaden Rabat. Antalet invånare är 150 422.